# Вильштеттер, Рихард
Рихард Мартин Ви́льштеттер (нем. Richard Martin Willstätter; 13 августа 1872, Карлсруэ — 3 августа 1942, Муральто) — немецкий химик-органик, лауреат Нобелевской премии по химии в 1915 году «за исследования красящих веществ растительного мира, особенно хлорофилла».

## Биография
Рихард Мартин Вильштеттер родился 13 августа 1872 года в городе Карлсруэ в еврейской семье Софи (урождённой Ульманн) и Макса Вильштеттера. Отец Рихарда занимался производством тканей и одежды; чтобы обеспечивать семью, он уехал на заработки на швейную фабрику в Нью-Йорке и вернулся только в 1900-м году, поэтому Рихард со своим старшим братом выросли фактически без отца.
С 1878 по 1883 Вильштеттер учился в школе в Карлсруэ. Затем был вынужден переехать к семье своей матери в Нюрнберг, где стал посещать Нюрнбергскую реальную гимназию. Рихард не хотел уезжать из своего родного города, впоследствии он даже писал: «Если бы я мог жить ещё раз, я бы хотел родиться в Карлсруэ».
После гимназии поступил в Мюнхенский университет, где занимался изучением химии под руководством Адольфа фон Байера и Альфреда Эйнхорна. Получил докторскую степень. Его диссертация была посвящена исследованию структуры кокаина.
С 1894 года начал преподавать в своём университете. Был сначала приват-доцентом, а затем доцентом и заведующим кафедры органической химии в химическом институте Мюнхенского университета.
В 1905 году переехал в Швейцарию, чтобы стать полным профессором химии в федеральном технологическом институте в Цюрихе. Там же работал на заводе по производству хлорофилла.
С 1912 года был профессором химии в Берлинском университете и директором отделения химии Общества Кайзера Вильгельма, где изучал структуру пигментов цветов и плодов. Получил Нобелевскую премию по химии в 1915 году с формулировкой «за исследования красящих веществ растительного мира, особенно хлорофилла».
В 1916 году вернулся в Мюнхен в качестве преемника своего наставника Байера. Во время первой мировой войны занимался вопросами защиты от химического оружия и создал трёхслойный фильтр для немецких противогазов. Впоследствии произвели более 30 миллионов экземпляров таких фильтров. За это изобретение Вильштеттер был награждён Железным крестом второго класса.
В 1920-х годах Вильштеттер занимался исследованием механизмов ферментативных реакций.
В те годы в немецком обществе с укреплением национал-социализма усиливались проявления антисемитизма, и к 1924 году на университетские должности перестали принимать учёных-евреев. В знак протеста Вильштеттер объявил об уходе из Мюнхенского университета. С этого времени учёный стал заниматься частными исследованиями. С приходом к власти нацистов в 1933 году репрессии против евреев стали ещё масштабнее. Вильштеттер до последнего хотел остаться на родине, однако в 1938 году, когда его чуть не арестовали и не отправили в концлагерь, он принял решение уехать из Германии. В 1939 году в возрасте 67 лет предпринял неудачную попытку побега, пытаясь переплыть на лодке границу с Швейцарией, и был схвачен полицией. Спустя неделю допросов, переговоров и бюрократических процедур Вильштеттеру всё же разрешили покинуть страну, и он переехал в Швейцарию.
В Швейцарии учёный занимался написанием мемуаров «О моей жизни».
Рихард Вильштеттер умер от болезни сердца 3 августа 1942 года в швейцарском городе Муральто.

### Семья и личная жизнь
Вильштеттер с юношества увлекался верховой ездой. Часто по утрам совершал верховые поездки в окрестности Мюнхена. Благодаря этому увлечению и познакомился со своей будущей женой Софи Лесер из Гейдельберга, дочерью профессора. Также известно, что Вильштеттер занимался коллекционированием картин, в его галерее были оригинальные работы немецких, французских и итальянских художников, которые конфисковали нацисты перед переездом учёного в Швейцарию в 1939 году. Имел большую домашнюю библиотеку, занимавшую семь больших залов на его вилле на окраине Мюнхена.
В 1903 году женился на Софи. У них родилось двое детей: в 1904 году — сын Людвиг и в 1905 году — дочь Маргарет. В 1908 году жена Софи умерла от аппендицита. В 1915 году в диабетической коме умер сын Людвиг. Дочь Маргарет впоследствии изучала математическую физику в Мюнхене.
Вильштеттер был полностью увлечён наукой, почти никогда не появлялся в обществе, работал по праздникам, а в семестровые каникулы готовил материалы для публикаций. Деньги и награды волновали его мало, основным интересом были исследования и преподавание. Учёный отличался большой дисциплинированностью в своей работе. Английский химик-органик Роберт Робинсон писал: «Вильштеттер был великим экспериментатором и великим изобретателем экспериментов. Однако его высший дар исследователя заключался в умении организовать работу». Поддерживал дружеские отношения со своим коллегой Фрицем Габером, хирургом Фердинандом Зауэрбрухом и физиком-теоретиком Арнольдом Зоммерфельдом.

## Научная деятельность
Вильштеттер занимался исследованиями в области органической химии. Основными направлениями его научной деятельности были алкалоиды, пигменты растений, ферменты.

### Исследование кокаина и алкалоидов

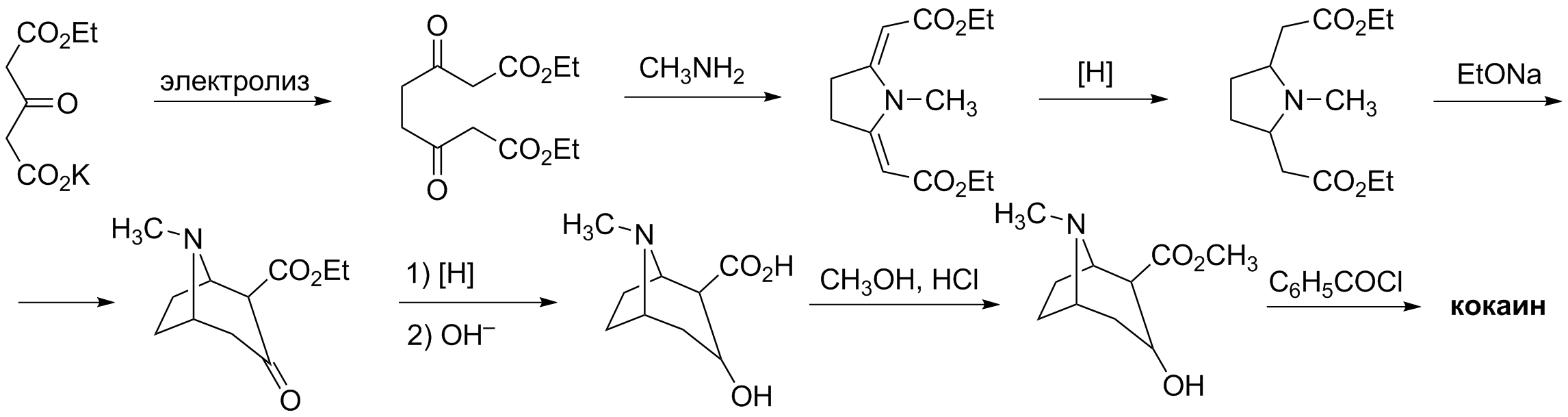
Синтез кокаина по схеме Вильштеттера

Ещё проходя обучение в Мюнхенском университете Вильштеттер начал изучать структуру кокаина и других связанных с ним соединений под руководством Альфреда Эйнхорна. В 1884 году он защитил диссертацию на эту тему, а в 1897 году Вильштеттеру впервые удалось провести полный синтез кокаина по методу, впоследствии названном схемой Вильштеттера.
Получив степень доктора, молодой учёный продолжил изучать другие алкалоиды группы тропина, некоторые из них ему удалось синтезировать.

### Исследование пигментов растений и хлорофилла
После временного изучения хинонов и других циклических соединений, использующихся в анилиновых красках, Вильштеттер начал исследования пигментов растений. Работа началась с экстрагирования хлорофилла из листьев крапивы и дальнейшей его очистки.
Продолжив свои исследования в Цюрихе, где ему дали должность профессора, учёный работал над установлением структуры хлорофилла. Это приводит Вильштеттера к сенсационным открытиям: ему удалось установить, что в состав хлорофилла входит магний, нетипичный элемент для соединений в живой ткани. Он также смог разделить хлорофилл на его два основных компонента: хлорофилл «а» и хлорофилл «b». В конце концов Вильштеттеру удалось полностью установить химический состав хлорофилла. За это в 1915 году он был удостоен Нобелевской премии по химии. Также, после исследования большого количества растений из разных частей мира, учёный заключил, что хлорофилл везде одинаков.
Вильштеттер продолжил изучать пигменты, занимался выделением и изучением веществ, окрашивающих растения. Ему удалось получить красители, которые отвечали за окраску многих цветов и плодов.

### Исследование ферментов
После изучения растительных пигментов Вильштеттер стал заниматься исследованиями ферментов. Он называл этот раздел науки — «химией послезавтрашнего дня».
Разработав собственные методы очистки природных соединений, учёный смог достичь улучшения чистоты многих ферментов.
В 1920-е годы он исследовал механизмы ферментативных реакций; изучал энзимы, как биологические катализаторы реакций внутри живых клеток, пока в 1924 году не ушёл в отставку. Учёный частично продолжил работу с помощью своих учеников.

## Педагогическая деятельность
У Вильштеттера было много учеников, которым он всячески помогал. Среди них можно выделить лауреата нобелевской премии Рихарда Куна, Эрнста Вальдшмидт-Лейтца, Вольфганга Грассманна, Генриха Краута, Евгения Баманна и Артура Штолля.
По возвращении в Мюнхен в 1916 году учёный добился расширения и модернизации Химического института Мюнхенского университета.
Активно занимался педагогической деятельностью, читал лекции в разных институтах Германии и других стран.

## Награды

### Почётные звания
- Почётный доктор медицинских наук университета Галле (1913).
- Почётный доктор инженерных наук Технического университета Мюнхена (1918).
- Иностранный член Датской королевской академии наук (1920).
- Почётный доктор инженерных наук Технического университета Дармштадта (1922).
- Почётный гражданин технологического университета Карлсруэ (1922).
- Член-корреспондент Российской академии наук (1923)[9].
- Иностранный член Национальная академия деи Линчеи в Риме (1923).
- Президентом Немецкого химического общества (1924—1925).
- Почётная степень бакалавра технических наук Швейцарской высшей технической школы Цюриха (1925).
- Иностранный член Национальной академии наук США (1925)[10].
- Иностранный член Голландского общества наук в Гарлеме (1926).
- Иностранный член Лондонского Королевского общества (1928).
- Почётный доктор технических наук Манчестерского университета (1928).
- Почётный доктор технических наук Немецкого технологического университета в Праге (1931).
- Иностранный член Американской академии искусств и наук в Бостоне (1934).

### Премии
- Памятная монета имени Адольфа фон Байера[нем.] (1914).
- Нобелевская премия по химии (1915).
- Орден Pourle Mérite (фр. — «За заслуги») в науке и искусстве (1924).
- Орден Максимилиана «За достижения в науке и искусстве» (1925).
- Лекторская премия Фарадея Лондонского Химического общества (1927).
- Медаль Дэви «За выдающиеся исследования в области органической химии» (1932).
- Медаль Гёте «За достижения в науке и искусстве» (1932).
- Премия Уилларда Гиббса (1933).